# بهارگل
بهارگل، گل‌بینی (نام علمی: Rhinanthus) نام یک سرده از تیره گل جالیزان است.